# Петър Кузманов
Петър Кузманов Харитев, с псевдоним Камен, е български революционер, деец на Вътрешната македоно-одринска революционна организация.

## Биография
Кузманов е роден в 1878 година в Долно Дерекьой, Ахъчелебийско, в Османската империя, днес България. Става ръководител на революционния комитет на родното си село в 1900 година. Арестуван е в 1901 година, но успява да избяга в Княжество България. В същата година Кузманов е назначен за член на формираното от Вълчо Антонов окръжно тяло за ръководенето на революционната дейност в Беломорска Тракия. От май 1902 година завежда пункта на ВМОРО в Чепеларе като замества на поста Константин Антонов.
През Илинденско-Преображенското въстание е в смолянската чета на Вълко Шишманов.
Петър Кузманов загива по време на Първата световна война в 1917 година.